# Сойър Бенет
Бет Ноубъл (на английски: Beth Noble) е американска адвокатка и писателка на произведения в жанра съвременен и паранормален любовен роман, еротичен любовен роман и романтичен трилър. Пише под псевдонима Сойър Бенет (на английски: Sawyer Bennett) и Джулиет По (Juliette Poe).

## Биография и творчество
Бет Леон Ноубъл е родена на 20 февруари 1969 г. в Джаксънвил, Северна Каролина, САЩ, в семейство на морски пехотинци. На 15 години започва работа като стажант в адвокатска кантора за лични наранявания, с което се насочва към кариера в правото. Завършва с отличие бакалавърска степен университета Кембъл в Северна Каролина през 1995 г. През 1998 г. завършва с отличия юридическо училище на университета Кембъл, а през 2000 г. специализира в адвокатския съдебен колеж „Гери Спенс“ в Уайоминг. След дипломирането си през 1998 г. работи като съдебен адвокат в Роли, Северна Каролина.
От 2001 г. е член на нестопанската организация за подпомагане на изграждането на работни места „Catalyst“. С майка си Шерил и Дженифър Сеат създават през 2006 г. собствена компания за управление и консултиране „LN&S“.
Съпругът ѝ Шон Ноубъл работи за маркетингови проучвания за компанията „Fortune 100“ и пътува много по света.
През 2012 г. решава да се насочи към писателска кариера. Първият ѝ съвременен любовен роман „Off Sides“ от поредицата „Край“ е издаден през 2013 г.
През 2014 г. започва поредицата „Правни въпроси“, за която ползва опита си и познанияната си по различни случаи като адвокат.
Бет Ноубъл живее със семейството си в Роли, Северна Каролина, и има къща в Калифорния.

## Произведения
частична библиография

### Като Сойър Бенет

#### Самостоятелни романи
- Finding Kyle (2017)
- The Hard Truth About Sunshine (2017)
- Atticus (2018) – като С. Бенет

#### Серия „Край“ (Off)
1. Off Sides (2013)
2. Off Limits (2013)
3. Off The Record (2013)
4. Off Course (2013)
5. Off Chance (2013)
6. Off Season (2014)
7. Off Duty (2015)

#### Серия „Правни въпроси“ (Legal Affairs)
1. Legal Affairs (2014)
2. Confessions of a Litigation God (2014)
3. Clash (2015)
4. Grind (2015)
5. Yield (2015)
6. Sexy Lies and Rock & Roll (2016)
7. The Pecker Briefs (2018)
8. Friction (2019)

#### Серия „Последно повикване“ (Last Call)
1. On The Rocks (2014) – издаден и като „Nikolai“
2. Make It A Double (2014)
3. Sugar On The Edge (2014)
4. With A Twist (2015)
5. Shaken, Not Stirred (2015)

#### Серия „НЕцивилизован“ (Uncivilized)
1. Uncivilized (2014)
НЕцивилизован, фен-превод

- Love: Uncivilized (2015)
Любов: НЕцивилизован, фен-превод

#### Серия „Захарница“ (Sugar Bowl)
1. Sugar Rush (2016)
2. Sugar Daddy (2016)
3. Sugar Free (2016)

#### Серия „Любовта боли“ (Love Hurts)
1. Sex in the Sticks (2017)
2. Jilted (2017)

#### Участие в общи серии с други писатели

##### Серия „Отляво при олтара“ (Left At The Altar)
4. Wicked Wedding (2018)

#### Сборници
- Night Shift (2015) – с Тони Алео, Киндъл Александър, Чили Блис, Едън Бътлър и Бренда Ротър

### Като Джулиет По

#### Серия „Секс и сладък чай“ (Sex and Sweet Tea)
1. Ain't He Precious? (2017)
2. Stubborn As a Mule (2017)
3. Barking Up the Wrong Tree (2017)
4. Pretty As a Peach (2018)
5. Gimme Some Sugar (2019)